# Solomon Aaron Berson
Solomon Aaron „Sol“ Berson (* 22. April 1918 in New York; † 11. April 1972 Atlantic City, New Jersey) war ein US-amerikanischer Mediziner und Pionier der Nuklearmedizin.
Gemeinsam mit der späteren Nobelpreisträgerin Rosalyn Yalow entwickelte er die Methode des Radioimmunassays. Er leistete außerdem wichtige Forschungsarbeit zur Anwendung von Radioisotopen als Indikatoren oder Tracer in der Medizin.
Solomon „Sol“ Berson war der Sohn eines russischen Emigranten, der eine Pelzfärberei besaß. Er hatte zwei Geschwister. Nach seinem Collegeabschluss beschloss er 1934, Medizin zu studieren, wurde aber zunächst von allen Hochschulen abgelehnt. Die Wartezeit überbrückte er mit chemischen und anatomischen Studien an der New York University. 1941 wurde er schließlich an der NY University Medical School angenommen, wo er 1945 den medizinischen Doktorgrad erlangte. 1942 heiratete er Miriam Gitteson. Nach dem Abschluss seiner Ausbildung absolvierte er bis 1948 den Militärdienst, danach war er am Bronx Veterans Administration Hospital tätig. 1950 wurde er dort Assistent der leitenden Nuklearmedizinerin Rosalyn Yalow, mit der er bis zu seinem Tod 1972 zusammenarbeitete. 1954 wurde er Leiter des ausgegliederten Radioisotope Service, um die damals neuentwickelte Radiojodtherapie einzuführen.
Yalow und Berson veröffentlichten zahlreiche grundlegende Arbeiten über die Radiojodtherapie und weitere medizinische Anwendungen von Radionukliden (vgl. Nuklearmedizin). 1953 gelang es ihnen, den Stoffwechsel des Serum-Albumins durch Markierung mit radioaktivem Jod aufzuklären. 1956 studierten sie die Antikörperbindung von Insulin bei Diabetikern und gelangten dabei zu der Entdeckung, dass ihre radioaktive Markierungstechnik auch extrem geringe Stoffkonzentrationen im Blut zuverlässig messen konnte. Sie wiesen nach, dass viele ältere Diabetes-Patienten nicht zu niedrige, sondern im Gegenteil übernormal hohe Insulinkonzentrationen im Blut hatten (heute als Typ-II-Diabetes bekannt). 1959 publizierten sie ihre Messmethode in endgültiger Form. Dies war die Geburtsstunde der bis heute gebräuchlichen Radioimmunassays. Yalow und Berson wandten sie in den nächsten Jahrzehnten auf zahlreiche offene Fragen der Endokrinologie an. Sie ließen das Verfahren nicht patentieren.
1968 wurde Berson ordentlicher Professor und Dekan der medizinischen Fakultät (Mount Sinai School of Medicine of the City University of NY). Ebenso wie seine Kollegin erhielt er zahlreiche wissenschaftliche Anerkennungen und Preise, darunter die Banting-Medaille der American Diabetes Association (1965), einen Gairdner Foundation International Award (1971), den Howard Taylor Ricketts Award (1971) und den Fred Conrad Koch Award (1972). 1972 wurde Berson in die National Academy of Sciences gewählt. Er starb 1972 während eines Kongresses in Atlantic City. Der Nobelpreis wurde Rosalyn Yalow 1977, fünf Jahre nach Bersons Tod, verliehen.